# Mecanicisme
El mecanicisme és una doctrina filosòfica que explica la realitat a partir de, tan sols, les lleis mecàniques del moviment. Afirma que l'única forma de causalitat és la influència física entre els elements materials que conformen el món real i, per tant, també defensa el materialisme. Aquesta necessària causalitat física fa que capacitats com el lliure albir, la consciència o l'existència de l'ètica no tinguin sentit en la concepció mecanicista. A més, implica l'acceptació del determinisme. Està oposada al vitalisme, que defensa que els organismes vius posseeixen forces no físiques que els donen la vida.
Al segle xvii, Descartes impulsà l'avui anomenat mecanicisme clàssic, una visió física del món que arribà després de les investigacions de Galileu, Huygens i Boyle. El mecanicisme clàssic està basat en dues doctrines: una d'ontològica i una altra de gnoseològica. L'ontologia mecanicista cartesiana contenia dues tesis principals: el món es comporta com una màquina i tot allò real és físic. La gnoseologia mecanicista, d'altra banda, afirmava que la reducció dels fenomens a les seves parts físiques i a les seves interaccions mecàniques era suficient i necessària per explicar tots els successos.